# Allen (Míchigan)
Allen es una villa ubicada en el condado de Hillsdale en el estado estadounidense de Míchigan. En el Censo de 2010 tenía una población de 191 habitantes y una densidad poblacional de 475,78 personas por km².

## Geografía
Allen se encuentra ubicada en las coordenadas 41°57′30″N 84°46′5″O / 41.95833, -84.76806. Según la Oficina del Censo de los Estados Unidos, Allen tiene una superficie total de 0.4 km², de la cual 0.4 km² corresponden a tierra firme y (0%) 0 km² es agua.

## Demografía
Según el censo de 2010, había 191 personas residiendo en Allen. La densidad de población era de 475,78 hab./km². De los 191 habitantes, Allen estaba compuesto por el 97.91% blancos, el 0% eran afroamericanos, el 0% eran amerindios, el 1.05% eran asiáticos, el 0% eran isleños del Pacífico, el 0% eran de otras razas y el 1.05% pertenecían a dos o más razas. Del total de la población el 0% eran hispanos o latinos de cualquier raza.